# Thompson's Station
Thompson's Station es un pueblo ubicado en el condado de Williamson en el estado estadounidense de Tennessee. En el Censo de 2010 tenía una población de 2.194 habitantes y una densidad poblacional de 45,15 personas por km².

## Geografía
Thompson's Station se encuentra ubicado en las coordenadas 35°48′30″N 86°54′00″O / 35.80833, -86.90000. Según la Oficina del Censo de los Estados Unidos, Thompson's Station tiene una superficie total de 48.6 km², de la cual 48.6 km² corresponden a tierra firme y (0%) 0 km² es agua.

## Demografía
Según el censo de 2010, había 2.194 personas residiendo en Thompson's Station. La densidad de población era de 45,15 hab./km². De los 2.194 habitantes, Thompson's Station estaba compuesto por el 91.98% blancos, el 5.06% eran afroamericanos, el 0.05% eran amerindios, el 0.77% eran asiáticos, el 0% eran isleños del Pacífico, el 0.59% eran de otras razas y el 1.55% pertenecían a dos o más razas. Del total de la población el 3.14% eran hispanos o latinos de cualquier raza.